# Ivan Rebroff
Ivan Rebroff (Berlino, 31 luglio 1931 – Francoforte sul Meno, 27 febbraio 2008) è stato un cantante tedesco.
Il suo repertorio comprendeva soprattutto musica popolare e folklorica, russa in particolare. È stato anche un interprete lirico e operettistico.
Per molti anni il suo nome è apparso nel Guinness dei primati per merito della sua estensione vocale di ben 4 ottave e mezzo. Ha detenuto questo record fino al 2005; dal 2006 il suo posto è stato preso dal cantante e compositore statunitense Tim Storms, capace di un'estensione di addirittura 10 ottave.

## Biografia
Nacque a Berlino il 31 luglio 1931. Si trattò di una nascita prematura di due mesi; la madre lo ha partorito sulla banchina di una stazione ferroviaria. Il suo vero nome era Hans-Rolf Rippert.
Tedesco di nascita, ma da genitori entrambi immigrati russi, Rebroff frequentò la scuola superiore di musica di Amburgo. Nel 1958 vinse il primo premio delle scuole superiori della Germania Federale.
Questo gli permise di iniziare una brillante carriera come cantante. Dapprima entrò a far parte del coro dei Cosacchi del Don, sotto la direzione del maestro Serge Jaroff, alternando al canto corale parti da solista. Successivamente cantò anche nell'ensemble dei Cosacchi del Mar Nero e degli Urali.
Per quanto riguarda il repertorio classico, il suo debutto è avvenuto prima all'Opera di Gelsenkirchen, poi a Francoforte sul Meno.
Nel 1960 ha vinto il primo premio al 9º concorso internazionale di musica dell'ARD a Monaco.
Ivan Rebroff era celebre in tutta Europa, soprattutto in Francia e Germania, per la sua interpretazione di canzoni popolari e folkloriche della tradizione russa (Kalinka, Katjuša, Podmoskovnye večera, Oči čërnye, Korobeiniki...) ma egli cantava anche l'Opera lirica (ad esempio Il barbiere di Siviglia di Rossini o il Boris Godunov di Musorgskij) e l'Operetta (ad esempio Die Fledermaus di Johann Strauß, anche inciso col direttore Carlos Kleiber nel 1975), oltre ad interpretare le canzoni folkloriche di diversi paesi (inclusa La montanara, canto tradizionale degli alpini italiani).

Nel corso della sua lunga carriera ha pubblicato numerosissimi dischi, vincendo ben 49 Dischi d'oro in quasi tutti i paesi europei e in molti paesi nei cinque continenti.

Infaticabile atleta della scena (ma anche nella vita reale, con i suoi 196 cm di altezza per 115 chilogrammi di peso), dal momento del suo debutto, fino all'anno 2000, Ivan Rebroff ha dato più di 7200 concerti (con una media di 150/200 all'anno), esibendosi complessivamente dinanzi a circa 6 milioni di spettatori in tutto il mondo. Sotto questo profilo restano memorabili due anni parigini (1968 e 1969), durante i quali si esibì ininterrottamente, 7 giorni su 7, al Théâtre Marigny nel musical Un violon sur le toit (Il violinista sul tetto) e che segnarono il via della sua carriera mondiale.

Rebroff definiva sé stesso "internazionale" («La mia patria è il Mondo»),  e riteneva d'aver contribuito a far incontrare l'Est e l'Ovest in anni in cui il mondo era diviso in due, tra il patto Atlantico ed il blocco sovietico. Anche in virtù di queste considerazioni, nel 1985, l'ex Cancelliere tedesco Helmut Schmidt gli conferì la Bundesverdienstkreuz (Ordine al Merito di Germania) come prestigioso riconoscimento al suo contributo per la pacificazione tra i popoli.

Passata la soglia dei 70 anni, Rebroff è rimasto in piena attività, praticamente fino alla fine. Nel 2004, in Australia, ha dato vita ad una tournée che lo ha impegnato in 12 concerti per 14 giorni. Il suo lavoro è proseguito in tutta Europa, soprattutto con esibizioni all'interno di chiese. Molto spesso è stato invitato in programmi televisivi, specialmente nelle Tv della Germania, paese in cui è considerato una figura leggendaria.
Morì il 27 febbraio 2008 a Francoforte sul Meno, dopo una lunga malattia.

## La sua voce
Come detto, la sua voce vantava un'eccezionale estensione di 4 ottave e mezzo. Rebroff poteva passare dal registro ultragrave a quello sopranile.

Nel registro profondo era in grado di scendere fino ad un'impressionante Fa ultragrave, esattamente un'ottava sotto il normale registro di basso. Verso l'acuto, l'impostazione muta nel passaggio al registro sopranile, che Rebroff eseguiva, con notevole perizia, usando la tecnica del Falsettone.

Era in grado di cantare in diverse lingue, tra cui, oltre al tedesco, il russo, l'italiano, l'inglese e il francese. Parlava cinque lingue, incluso il greco che gli divenne familiare soprattutto da quando scelse di vivere nell'isola ellenica di Skopelos dove fu insignito della cittadinanza onoraria.

## Curiosità
Nel luglio del 1970, Ivan Rebroff si esibì in un luogo insolito: le antiche caverne Sudwala, presso Mpumalanga, in Sudafrica. Dopo la performance, dichiarò che la qualità acustica di quelle suggestive caverne era paragonabile, se non migliore, alle sale da concerto ed ai teatri d'opera d'Europa.
Un giornalista londinese dell'Evening Standard ha scritto di lui: «Una leggenda vivente. Chiunque l'abbia sentito cantare almeno una volta, non potrà che essere colmo di rispetto nello scoprire quali sonorità armoniose può avere la voce umana».
Era il fratello minore di Horst Rippert, pilota della Luftwaffe che affermò di aver abbattuto, il 31 luglio 1944, l'aereo di Antoine de Saint-Exupéry.